# Aaron Palushaj
Aaron Palushaj (ur. 7 września 1989 w Livonia) – amerykański hokeista pochodzenia albańskiego. Reprezentant USA.

## Kariera
- Honeybaked U16 (2004-2005)
- Des Moines Buccaneers (2005-2007)
- Michigan Wolverines (2007-2009)
- Peoria Rivermen (2009-2010)
- Hamilton Bulldogs (2010-2013)
- Montreal Canadiens (2011–2013)
- Colorado Avalanche (2013)
- Carolina Hurricanes (2013-2014)
  -  Charlotte Checkers (2013-2014)
- KHL Medveščak Zagrzeb (2014)
- Awtomobilist Jekaterynburg (2014-2015)
- Lehigh Valley Phantoms (2015-2016)
- Cleveland Monsters (2016)
- Dynama Mińsk (2016-2017)
- Brynäs IF (2017-2018)
- Örebro HK (2018-2019)

W drafcie NHL z 2007 został wybrany przez St. Louis Blues. W tym czasie grał do 2009 w drużynie akademickiej na University of Michigan. W kwietniu 2009 podpisał kontrakt na grę w NHL z St. Louis Blues, jednak nie wystąpił w jego barwach. Od 2009 do 2010 występował w rozgrywkach AHL w zespole Peoria Rivermen. W marcu 2010 jego prawa zawodnicze zostały sprzedane do klubu Montreal Canadiens. Od tego czasu aż do 2013 był wielokrotnie przekazywany do zespołu farmerskiego Hamilton Bulldogs w lidze AHL. Grał także w sezonach NHL w barwach Canadiens, lecz w mniejszym wymiarze. W lutym 2013 został zawodnikiem Colorado Avalanche i pozostał nim do końca czerwca 2013. Od lipca 2013 zawodnik Carolina Hurricanes, związany rocznym kontraktem. W 2013 trafił do zespołu farmerskiego. Zawodnikiem Carolina był do końca czerwca 2014. Od września zawodnik KHL Medveščak Zagrzeb. Od listopada 2014 zawodnik Awtomobilista Jekaterynburg. Odszedł z klubu z końcem kwietnia 2015. Od maja 2015 zawodnik Philadelphia Flyers, jednak przekazany do farmy w lidze AHL. W grudniu 2016 został zawodnikiem Dynama Mińsk. Od czerwca 2017 zawodnik Brynäs IF. Od czerwca 2018 do kwietnia 2019 zawodnik Örebro HK.
Uczestniczył w turnieju mistrzostw świata w 2013.

## Sukcesy
Reprezentacyjne
- Brązowy medal mistrzostw świata: 2013

Klubowe
- Clark Cup – mistrzostwo USHL: 2006
- Mistrzostwo NCAA (CCHA): 2009
- Mistrzostwo dywizji AHL: 2010, 2011 z Hamilton Bulldogs
- Norman R. „Bud” Poile Trophy: 2010 z Hamilton Bulldogs

Indywidualne
- Sezon NCAA (CCHA) 2008/2009:
  - Pierwszy skład gwiazd